# وليام داف (كاتب)
كان وليام داف (1732 - 1815م) كاهن مشيخي اسكتلندي وأحد أول الكتاب في تحليل طبيعة العبقرية كخاصية في علم النفس البشري.، وغالبا ما يستشهد بمقاله عن العبقرية الأصلية كعلامة بارزة في التحليل الغربي للعبقرية والإبداع.

## الوزارة والعائلة
عندما تم تنصيب داف لأبرشية جلينبوكيت في منطقة أبردينشاير، كان وزيراً اسكوتلندياً يحمل شهادة الماجستير وقد رخصته الكنيسة في 25 من شهر يونيو سنة 1755م واستُدعي يوم 18 من شهر سبتمبر، واستُأمِر في يوم 8 من شهر أكتوبر، ومن ثم تم نقله إلى أبرشية بيتركلتر في نفس المقاطعة في 24 من شهر أكتوبر سنة 1766م، وأعلن بذلك في 4 من شهر مارس 1767م؛ وتم ترشيحه لمنصب الوزارة في فوفيران وفي أبردينشاير أيضاً وذلك في شهر فبراير سنة 1774م، وقد استدعى عائلته بعد سنة من ذلك وهناك تم بناء كنيسة جديدة سنة 1794م، وتوفي أباً لمجلس كنيسة سينود في 23 من شهر فبراير سنة 1815م، وهو في الثالث والثمانين من عمره، والسنة الستين لترأسه منصب الوزارة.

## نظرية العبقرية
كان داف مهتمًا في المقام الأول بتأسيس الصفات المعرفية التي توضح التباين في إنجازات الناس، وقد افترض ثلاثة جوانب: الخيال والحكم والذوق. والجدير بالذكر أنه شدد على الخيال بجعله الأكثر تأثيرًا بالعبقرية. .

## أعماله المنشورة
قام ويليام داف بتأليف:
1- «مقالة في العبقرية الأصلية والأشكال المتنوعة للمجهود في مجالَي الفلسفة والفنون الجملية»، وتحديداً في الشعر (مجهول)، وتم نشر هذه المقالة في أوراق أوكتافو في لندن سنة 1767م، وهو عمل يعرض معرفة كبيرة بالمؤلفين التقليديين. ولهذا تتمّة:
2- «ملاحظات هامة في كتابات أكثر العبقريات الأصلية شهرةً في الشعر»، في أوراق أوكتافو في لندن سنة 1770م.
3- «كتاب تاريخ التوعية في صحة الإنجاب في طب الأسرة» وهو «راهب جبل أرارات». وهو قصة شرقية (مجهول)، في أوراق دوديسيمو- لندن سنة 1773م.
4-«خُطب في عدة مناسبات»، في مجلدين من أوراق دوديمسيمو في مدينة أبيردين سنة 1786م.
5- «رسائل في الطابع الفكري والأخلاقي لشخصية المرأة» في أوراق أوكتافو في مدينة أبيردين سنة 1807م.
6- كتاب «العنوان الأخير لرجل الدين في رفض الحياة»، في أوراق أوكتافو في مدينة أبيردين سنة 1814م.
وقد جهز داف الكثير من الأبرشيات لسلسلة البارون جون سينكلير لللحساب الإحصائي لإسكوتلندا.

## العائلة
في 4 من شهر سبتمبر عام 1778م تزوج داف من آن ميتشل ورزق بابنين وأربعة بنات

## الروابط الخارجية
- "William Duff". Human Intelligence. Indiana University. مؤرشف من الأصل في 2019-05-20. اطلع عليه بتاريخ 2010-10-23.